# Alta Idrettsforening 2012
Questa voce raccoglie le informazioni riguardanti l'Alta Idrettsforening nelle competizioni ufficiali della stagione 2012.

## Stagione
L'Alta chiuse la stagione al 16º posto in classifica, chiudendo la graduatoria e retrocedendo così nella 2. divisjon. L'avventura nella Coppa di Norvegia 2012 si chiuse invece al terzo turno, quando la squadra fu eliminata dal Bodø/Glimt. Christian Reginiussen fu il calciatore più utilizzato in stagione, con le sue 32 presenze complessive (29 in campionato e 3 nella coppa nazionale), mentre il miglior marcatore fu Magnus Nikolaisen, con 13 reti (11 in campionato e 2 in coppa).

## Maglie e sponsor
Lo sponsor tecnico per la stagione 2012 fu Diadora, mentre lo sponsor ufficiale fu Sparebank 1. La divisa casalinga era composta da una maglietta gialla con strisce blu, pantaloncini e calzettoni blu. Quella da trasferta era invece completamente blu.
| Casa | Trasferta |

## Rosa
| N. |                      | Ruolo | Calciatore          |
| -- | -------------------- | ----- | ------------------- |
| 1  | Svezia (bandiera)    | P     | Samuel Dirscher     |
| 2  | Norvegia (bandiera)  | D     | Børge Josefsen      |
| 3  | Finlandia (bandiera) | D     | Toni Lindberg       |
| 4  | Finlandia (bandiera) | D     | Jesper Törnqvist    |
| 5  | Croazia (bandiera)   | D     | Mate Dujilo         |
| 6  | Svezia (bandiera)    | C     | Jacob Nilsson       |
| 7  | Norvegia (bandiera)  | D     | Martin Overvik      |
| 8  | Norvegia (bandiera)  | A     | Magnus Nikolaisen   |
| 9  | Norvegia (bandiera)  | A     | Martin Norbye       |
| 10 | Norvegia (bandiera)  | C     | Svein-Ove Thomassen |
| 11 | Norvegia (bandiera)  | D     | Eirik Erlandsen     |
| 12 | Polonia (bandiera)   | P     | Lukasz Jarosinski   |
| 14 | Norvegia (bandiera)  | C     | Christian Gauseth   |

| N. |                        | Ruolo | Calciatore              |
| -- | ---------------------- | ----- | ----------------------- |
| 15 | Norvegia (bandiera)    | C     | Dag Balto               |
| 16 | Norvegia (bandiera)    | C     | Mihku Måsø              |
| 17 | Norvegia (bandiera)    | C     | Håvard Nome             |
| 18 | Norvegia (bandiera)    | C     | Markus Rolandsen        |
| 19 | Norvegia (bandiera)    | A     | Rune Ertsås             |
| 20 | Norvegia (bandiera)    | D     | Aleksander Solberg      |
| 23 | Norvegia (bandiera)    | C     | Christian Reginiussen   |
| 25 | Stati Uniti (bandiera) | A     | Brendan King            |
| 25 | Norvegia (bandiera)    | A     | Trond Fredrik Ludvigsen |
| 26 | Norvegia (bandiera)    | C     | Andreas Løvland         |
| 27 | Norvegia (bandiera)    | C     | Håkon Berg              |
| 28 | Norvegia (bandiera)    | C     | Even Sjøgren            |
| 33 | Finlandia (bandiera)   | C     | Ville Taulo             |

## Calciomercato

### Sessione invernale(dal 01/01 al 31/03)
| Acquisti | Acquisti          | Acquisti       | Acquisti      |
| R.       | Nome              | da             | Modalità      |
| -------- | ----------------- | -------------- | ------------- |
| P        | Lukasz Jarosinski | Wisła Cracovia | definitivo    |
| D        | Mate Dujilo       | MyPa           | definitivo    |
| D        | Jesper Törnqvist  | svincolato     |               |
| A        | Rune Ertsås       | Vejle          | definitivo    |
| A        | Martin Norbye     | svincolato     |               |
| A        | El Hadj Sega Ngom | Tromsø         | fine prestito |

| Cessioni | Cessioni             | Cessioni   | Cessioni      |
| R.       | Nome                 | a          | Modalità      |
| -------- | -------------------- | ---------- | ------------- |
| P        | Faris Efendić        |            | svincolato    |
| D        | Thomas Braaten       |            | svincolato    |
| D        | Aleksandar Vasilev   | Rabotnički | definitivo    |
| C        | Jan Egil Brekke      |            | ritiro        |
| C        | Petter Tiller Larsen |            | svincolato    |
| C        | Mika Niskala         |            | svincolato    |
| A        | Vegard Braaten       | Lokeren    | fine prestito |

### Sessione estiva(dal 01/08 al 31/08)
| Acquisti | Acquisti      | Acquisti       | Acquisti   |
| R.       | Nome          | da             | Modalità   |
| -------- | ------------- | -------------- | ---------- |
| D        | Toni Lindberg | Mash'al        | definitivo |
| C        | Ville Taulo   | svincolato     |            |
| A        | Brendan King  | Bray Wanderers | definitivo |

| Cessioni | Cessioni                | Cessioni  | Cessioni   |
| R.       | Nome                    | a         | Modalità   |
| -------- | ----------------------- | --------- | ---------- |
| D        | Martin Overvik          | BUL       | prestito   |
| C        | Andreas Løvland         | Finnsnes  | definitivo |
| A        | Trond Fredrik Ludvigsen | Austevoll | definitivo |

## Risultati

### 1. divisjon

#### Girone di andata
| Arbitro: | Eskås |

|  |           |               |
|  | Marcatori | 31’ Kirkevold |

| Arbitro: | Lundby |

|                       |           |  |
| V. Braaten 77’ (rig.) | Marcatori |  |

| Arbitro: | Borgersen (Oslo) |

|                                             |           |                             |
| Nome 7’ (rig.) Nikolaisen 19’ Törnqvist 77’ | Marcatori | 12’, 62’ Shaswari 71’ Aalbu |

| Arbitro: | Kjensli (Oslo) |

|                                                            |           |  |
| Reginiussen 5’ Nikolaisen 8’, 47’ Thomassen 20’ Dujilo 22’ | Marcatori |  |

| Arbitro: | Lundby |

|            |           |               |
| Bright 75’ | Marcatori | 86’ Thomassen |

| Arbitro: | Gjermshus |

|               |           |                                     |
| Thomassen 73’ | Marcatori | 10’, 54’ Moen Hansen 31’ Rosenkilde |

| Arbitro: | Ahlsen |

|           |           |                |
| Kjæve 20’ | Marcatori | 45’ Nikolaisen |

| Arbitro: | Tennøy |

|               |           |                                    |
| Ludvigsen 67’ | Marcatori | 58’ (rig.) Giæver 71’, 90’ Solberg |

| Arbitro: | Johansen (Brevik) |

|                   |           |                     |
| Lamøy 42’ Aas 47’ | Marcatori | 45’, 65’ Nikolaisen |

| Arbitro: | Nilsen |

|                |           |          |
| Nikolaisen 47’ | Marcatori | 71’ Moen |

| Arbitro: | Steen |

|                               |           |  |
| Nedrebø 3’, 20’ Gundersen 42’ | Marcatori |  |

| Arbitro: | Gya |

|                       |           |                                    |
| Dujilo 39’ Ertsås 62’ | Marcatori | 37’, 73’ Tokstad 62’ van den Burgt |

| Arbitro: | Eskås |

|                                                    |           |  |
| Andersen 15’ Vilhjálmsson 54’ (rig.), 70’ Hoff 90’ | Marcatori |  |

| Arbitro: | Rafiq |

|          |           |           |
| Nome 46’ | Marcatori | 62’ Stene |

| Arbitro: | Ahlsen |

|                                                    |           |            |
| Holmen 14’ Jahr 16’ Josefsen 45’ (aut.) Aksnes 60’ | Marcatori | 68’ Ertsås |

#### Girone di ritorno
| Arbitro: | Eskås |

|             |           |               |
| Helland 32’ | Marcatori | 84’ Törnqvist |

| Arbitro: | Gjermshus |

|                               |           |                        |
| Ertsås 6’, 70’ Nikolaisen 45’ | Marcatori | 56’ Urstad 90’ Høyland |

| Arbitro: | Hansen |

|                                                   |           |  |
| Kirkevold 16’, 52’ Midtgarden 23’ Ingebretsen 81’ | Marcatori |  |

| Arbitro: | Steen |

|  |           |                 |
|  | Marcatori | 89’ Dimitriadis |

| Arbitro: | Hansen |

|                                       |           |  |
| Nordnes 27’ Dos Santos 81’ Langås 90’ | Marcatori |  |

| Arbitro: | Rafiq |

|                                        |           |  |
| Johannesen 4’, 10’, 38’ (rig.) Aas 43’ | Marcatori |  |

| Arbitro: | Helgerud (Lier) |

|            |           |  |
| Ertsås 12’ | Marcatori |  |

| Arbitro: | Ahlsen |

|                         |           |            |
| Moe 48’ Reginiussen 73’ | Marcatori | 68’ Ertsås |

| Arbitro: | Moen |

|          |           |            |
| Måsø 90’ | Marcatori | 55’ Dantas |

| Arbitro: | Gjermshus |

|                |           |                       |
| Pellegrino 60’ | Marcatori | 90’ (rig.) Nikolaisen |

| Arbitro: | Hansen |

|  |           |                                |
|  | Marcatori | 18’ Kristjánsson 88’ Strømstad |

| Arbitro: | Gjermshus |

|                                              |           |  |
| Ihugba 3’ Wiig 6’, 40’, 75’ Solberg 34’, 64’ | Marcatori |  |

| Alta 28 ottobre 2012, ore 18:00 28ª giornata | Alta      | 0 – 0 referto | HamKam | Finnmarkshallen\| Arbitro: \| Kringstad \| |
| Arbitro:                                     | Kringstad |               |        |                                            |

| Arbitro: | Borgersen (Oslo) |

|            |           |  |
| Møller 59’ | Marcatori |  |

| Arbitro: | Tennøy |

|                                |           |                        |
| Norbye 11’ Nikolaisen 20’, 32’ | Marcatori | 30’ Lysvoll 61’ Ahamed |

### Coppa di Norvegia
| Lyngen 1º maggio 2012, ore 18:00 Primo turno                                            | Lyngen/Karnes | 1 – 3 referto                            | Alta | Polleidet Stadion |
| \| \| \| \| \| Garfjell 48’ \| Marcatori \| 21’ (rig.) Thomassen 24’, 81’ Nikolaisen \| |               |                                          |      |                   |
|                                                                                         |               |                                          |      |                   |
| Garfjell 48’                                                                            | Marcatori     | 21’ (rig.) Thomassen 24’, 81’ Nikolaisen |      |                   |

| Arbitro: | Jakobsen |

|  |           |               |
|  | Marcatori | 14’ Törnqvist |

| Arbitro: | Moen |

|                                                        |                      |                                                           |
| Reginiussen 64’ Ludvigsen 90’                          | Marcatori            | 4’ V. Braaten 6’ Khalili                                  |
| Nome Reginiussen Törnqvist Overvik Ludvigsen Rolandsen | Tiri di rigore 4 – 5 | Knarvik T. Braaten Robertsen Edvardsen V. Braaten Imingen |

## Statistiche

### Statistiche di squadra
| Competizione      | Punti | In casa | In casa | In casa | In casa | In casa | In casa | In trasferta | In trasferta | In trasferta | In trasferta | In trasferta | In trasferta | Totale | Totale | Totale | Totale | Totale | Totale | DR  |
| Competizione      | Punti | G       | V       | N       | P       | Gf      | Gs      | G            | V            | N            | P            | Gf           | Gs           | G      | V      | N      | P      | Gf     | Gs     | DR  |
| ----------------- | ----- | ------- | ------- | ------- | ------- | ------- | ------- | ------------ | ------------ | ------------ | ------------ | ------------ | ------------ | ------ | ------ | ------ | ------ | ------ | ------ | --- |
| 1. divisjon       | 21    | 15      | 4       | 5       | 6       | 22      | 23      | 15           | 0            | 5            | 10           | 8            | 28           | 30     | 4      | 10     | 16     | 30     | 61     | -31 |
| Coppa di Norvegia | -     | 1       | 0       | 1       | 0       | 2       | 2       | 2            | 2            | 0            | 0            | 4            | 1            | 3      | 2      | 1      | 0      | 6      | 4      | +2  |
| Totale            | -     | 16      | 4       | 6       | 6       | 24      | 25      | 17           | 2            | 5            | 10           | 12           | 29           | 33     | 6      | 11     | 16     | 36     | 65     | -29 |

### Statistiche dei giocatori
| Giocatore      | 1. divisjon | 1. divisjon | 1. divisjon | 1. divisjon | Coppa di Norvegia | Coppa di Norvegia | Coppa di Norvegia | Coppa di Norvegia | Totale   | Totale | Totale      | Totale     |
| Giocatore      | Presenze    | Reti        | Ammonizioni | Espulsioni  | Presenze          | Reti              | Ammonizioni       | Espulsioni        | Presenze | Reti   | Ammonizioni | Espulsioni |
| -------------- | ----------- | ----------- | ----------- | ----------- | ----------------- | ----------------- | ----------------- | ----------------- | -------- | ------ | ----------- | ---------- |
| D. Balto       | 17          | 0           | 4           | 0           | 1                 | 0                 | 0                 | 0                 | 18       | 0      | 4           | 0          |
| H. Berg        | 2           | 0           | 0           | 0           | 0                 | 0                 | 0                 | 0                 | 2        | 0      | 0           | 0          |
| S. Dirscher    | 10          | 0           | 0           | 0           | 0                 | 0                 | 0                 | 0                 | 10       | 0      | 0           | 0          |
| M. Dujilo      | 27          | 2           | 1           | 0           | 2                 | 0                 | 1                 | 0                 | 29       | 2      | 2           | 0          |
| E. Erlandsen   | 0           | 0           | 0           | 0           | 0                 | 0                 | 0                 | 0                 | 0        | 0      | 0           | 0          |
| R. Ertsås      | 20          | 6           | 2           | 0           | 2                 | 0                 | 0                 | 0                 | 22       | 6      | 2           | 0          |
| C. Gauseth     | 9           | 0           | 5           | 0           | 0                 | 0                 | 0                 | 0                 | 9        | 0      | 5           | 0          |
| L. Jarosinski  | 20          | 0           | 3           | 0           | 3                 | 0                 | 1                 | 0                 | 23       | 0      | 4           | 0          |
| B. Josefsen    | 9           | 0           | 1           | 0           | 1                 | 0                 | 0                 | 0                 | 10       | 0      | 1           | 0          |
| B. King        | 7           | 0           | 0           | 0           | 0                 | 0                 | 0                 | 0                 | 7        | 0      | 0           | 0          |
| T. Lindberg    | 11          | 0           | 0           | 0           | 0                 | 0                 | 0                 | 0                 | 11       | 0      | 0           | 0          |
| A. Løvland     | 3           | 0           | 0           | 0           | 2                 | 0                 | 0                 | 0                 | 5        | 0      | 0           | 0          |
| T. Ludvigsen   | 11          | 1           | 1           | 0           | 2                 | 1                 | 0                 | 0                 | 13       | 2      | 1           | 0          |
| M. Måsø        | 11          | 1           | 0           | 0           | 1                 | 0                 | 0                 | 0                 | 12       | 1      | 0           | 0          |
| M. Nikolaisen  | 26          | 11          | 1           | 0           | 3                 | 2                 | 0                 | 0                 | 29       | 13     | 1           | 0          |
| J. Nilsson     | 23          | 0           | 4           | 0           | 3                 | 0                 | 1                 | 0                 | 26       | 0      | 5           | 0          |
| H. Nome        | 25          | 2           | 5           | 0           | 3                 | 0                 | 1                 | 0                 | 28       | 2      | 6           | 0          |
| M. Norbye      | 29          | 1           | 4           | 0           | 2                 | 0                 | 1                 | 0                 | 31       | 1      | 5           | 0          |
| M. Overvik     | 10          | 0           | 0           | 0           | 2                 | 0                 | 0                 | 0                 | 12       | 0      | 0           | 0          |
| C. Reginiussen | 29          | 1           | 3           | 0           | 3                 | 1                 | 0                 | 0                 | 32       | 2      | 3           | 0          |
| M. Rolandsen   | 24          | 0           | 2           | 0           | 3                 | 0                 | 0                 | 0                 | 27       | 0      | 2           | 0          |
| E. Sjøgren     | 1           | 0           | 0           | 0           | 0                 | 0                 | 0                 | 0                 | 1        | 0      | 0           | 0          |
| A. Solberg     | 21          | 0           | 1           | 0           | 2                 | 0                 | 0                 | 0                 | 23       | 0      | 1           | 0          |
| V. Taulo       | 5           | 0           | 0           | 0           | 0                 | 0                 | 0                 | 0                 | 5        | 0      | 0           | 0          |
| S. Thomassen   | 27          | 3           | 6           | 0           | 3                 | 1                 | 2                 | 0                 | 30       | 4      | 8           | 0          |
| J. Törnqvist   | 28          | 2           | 2           | 0           | 3                 | 1                 | 0                 | 0                 | 31       | 3      | 2           | 0          |